# Reprezentacja Kanady na Mistrzostwach Świata w Wioślarstwie 2009
Reprezentacja Kanady na Mistrzostwach Świata w Wioślarstwie 2009 liczyła 38 sportowców. Najlepszym wynikiem była druga pozycja w ósemce mężczyzn.

## Medale

### Złote medale
Brak

### Srebrne medale
ósemka (M8+): Steven Vanknotsenburg, Gabriel Bergen, Robert Gibson, Douglas Csima, Malcolm Howard, Andrew Byrnes, James Dunaway, Derek O’Farrell, Mark Laidlaw

### Brązowe medale
czwórka bez sternika (W4-): Sarah Waterfield, Sandra Kisil, Jennifer Tuters, Emma Darling

## Wyniki

### Konkurencje mężczyzn
- dwójka bez sternika (M2-): Daniel Casaca, Max Lang – 12. miejsce
- dwójka podwójna wagi lekkiej (LM2x): Douglas Vandor, Cameron Sylvester – 5. miejsce
- dwójka ze sternikiem (M2+): Jan Tize, Conlin McCabe, Mark Laidlaw – 4. miejsce
- czwórka bez sternika wagi lekkiej (LM4-): Timothy Myers, John Sasi, Terence McKall, Mike Lewis – 5. miejsce
- ósemka (M8+): Steven Vanknotsenburg, Gabriel Bergen, Robert Gibson, Douglas Csima, Malcolm Howard, Andrew Byrnes, James Dunaway, Derek O’Farrell, Mark Laidlaw – 2. miejsce

### Konkurencje kobiet
- dwójka podwójna wagi lekkiej (LW2x): Lindsay Jennerich, Sheryl Preston – 6. miejsce
- czwórka bez sternika (W4-): Sarah Waterfield, Sandra Kisil, Jennifer Tuters, Emma Darling – 3. miejsce
- czwórka podwójna wagi lekkiej (LW4x): Kristin Jeffery, Lauren Wells, Tanya Lahdenranta, Katya Herman – 4. miejsce
- ósemka (W8+): Sarah Bonikowsky, Jane Rumball, Romina Stefancic, Ashley Brzozowicz, Lauren Hutchins, Larissa Lagzdins, Krista Guloien, Peggy DeVos, Lesley Thompson-Willie – 6. miejsce